# 深圳科健集团
深圳科健集团有限公司是中国已经倒闭的一家从事进口业务、高新技术产品开发、经济咨询、数字移动电话机的上市公司，总部位于广东省深圳市南山区蛇口南海大道1065号南山大厦南座700A，法人代表为洪和良。
科健以生产手机而著名，曾经是中国内地最早的国产手机品牌之一。自2004年起，科健被陷入巨亏之中，其手机产品也开始淡出公众视线。

## 历史
科健于1984年在深圳创立，是直属于中国科学院的骨干企业。1991年认定为广东省高新技术企业，1994年实行股份制改造，并在深圳证券交易所挂牌上市，成为深交所第一家高科技上市公司。
1998年，科健研制出了第一部国产品牌的手机。在2001年，中科健实现销售额14.6亿元，排名中国电子信息百强企业第55强。直至3G手机在市场上普及初期，科健凭借低价，在市场上有比较大的占有率。
科健也冠名或赞助足球队、足球比赛。2002年，科健时任董事长郝建学出资100万英镑赞助埃弗顿足球俱乐部，成为首家与英超联赛合作的中国企业。此外，科健也赞助深圳市足球俱乐部，也出资组建了深圳科健足球俱乐部。同年，科健与三星电子签订合作协议，成立“深圳三星科健移动通信技术有限公司”，专门负责三星品牌CDMA手机的生产。之后中国联通斥资4亿美元向三星科健订购了70万台CDMA手机。此外，三星每年将提供给科健数款机型用于贴牌生产，同时双方还约定，三星不得在包括香港在内的中国本土市场销售同款机型。2003年初，三星电子收购科健持有的三星科健35%股权，同年5月1日，更名为深圳三星电子通信有限公司。
根据科健于2004年发布的年报，科健巨亏15.19亿元人民币，负债总额为17.31亿元，资产负债率为362.46％，处于严重资不抵债的状态之中。自此以后，科健股份的主业几乎陷入停滞状态，也有重组的计划。但至2013年，科健股份的重组一直没有完成。2013年6月，有消息称三星电子将与大族激光、科健合作4G基站项目，但最终不了了之。

### 破产
2013年6月27日，科健集团被法院裁定破产清算。旗下上市子公司科健股份（深交所：000035）的股權由中国东方资产管理（5.198%）及中国信达资产管理（5.95%）接收。同年南通乾创投资有限公司收購科健股份借殼上市，注入江苏天楹环保能源有限公司的資產。